# Körpa
Körpa románul: Valea Timișului, falu Romániában, a Bánságban, Krassó-Szörény megyében.

## Fekvése
Karánsebestől délkeletre, a Temes jobbparti út mellett fekvő település.

## Története
Körpa nevét 1690–1700-ban említette először oklevél Kniben néven.
1785, {?1765} körül Korpa, 1774-ben Körpa, 1808-ban Körpa, 1913-ban Körpa néven volt említve.
Körpa, Korpa, az 1690—1700 évi összeírásban Kniben-re van elferdítve, Korabinszky térképén Korpa alakban szerepelt.
1769-ben a zsupaneki oláh zászlóalj alakulásakor a falu még nem szerepelt az ide tartozó falvak között,  tehát ekkor még kincstári terület maradt, mint Prisztian, Pojana, Petrosnicza,
Bokosnicza, Golecz, Bukin és más falvak. 1774-ben azonban az oláh zászlóalj, és az illír ezred oláh–illír határőrezreddé egyesült. Korpa a föszázad (Leibcompagnie) székhelye lett, melyhez 11 falu tartozott. Később az oláhbánsági ezred karánsebesi századához került.
Az utolsó török háború idején e falut is felégették, a béke helyreállítása után a falu eddig Szlakna és Bolvasnitza felé elszórtan fekvő házait a mostani helyre telepítették át.
A trianoni békeszerződés előtt Krassó-Szörény vármegye Karánsebesi járásához tartozott.
1910-ben 1057 lakosából 14 magyar, 1036 román, ebből 11 római katolikus, 1041 görög keleti ortodox volt.

## Források

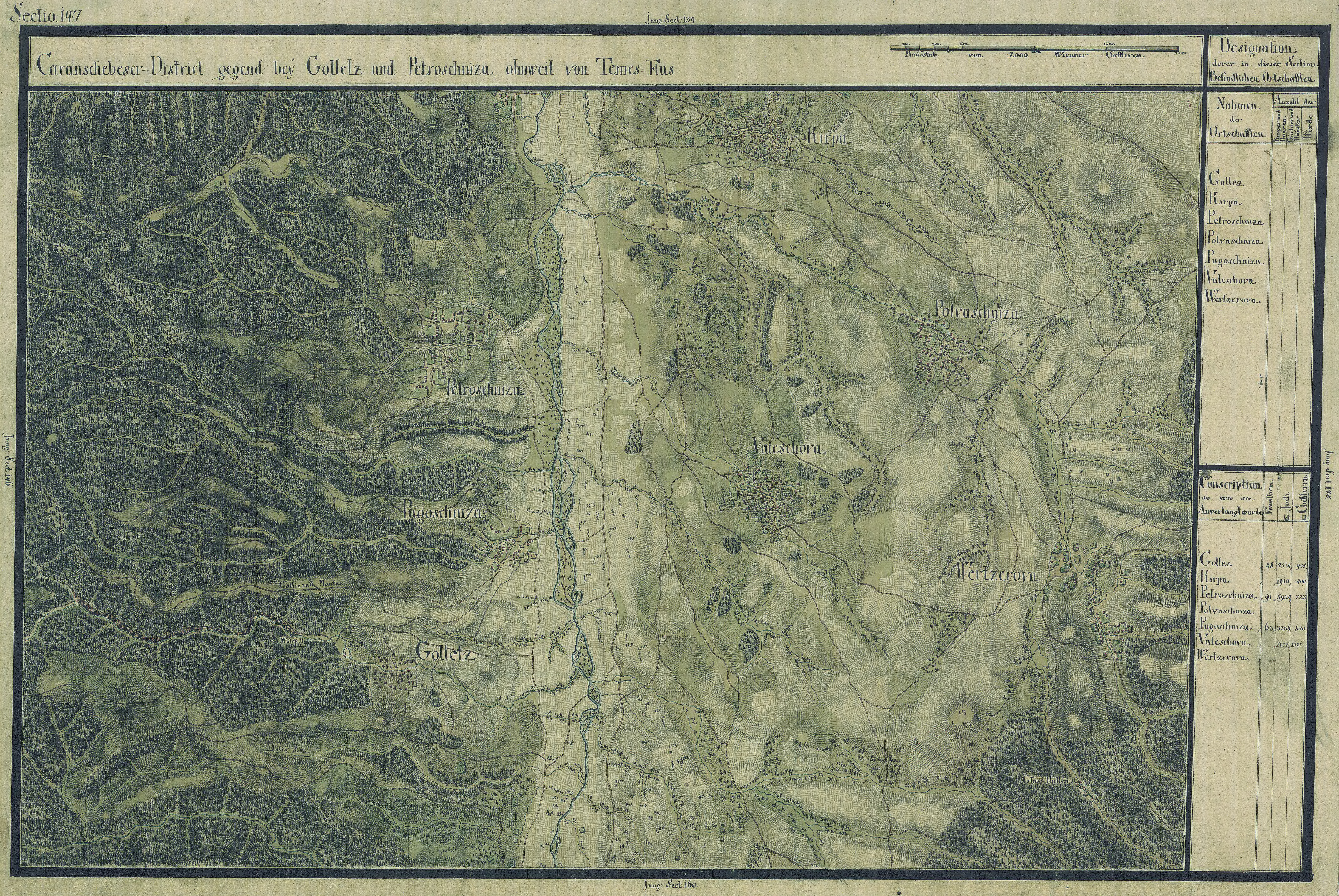
Körpa egy régi térképen